# (31651) 1999 HH2
1999 إتش إتش 2 (ويعرف أيضًا باسم (31651) 1999 إتش إتش 2 وفق تسمية الكوكب الصغير) (بالإنجليزية: 1999 HH2)‏ هو كويكب ضمن حزام الكويكبات؛ وترتيبه 31651 من حيث الاكتشاف.
اكتُشف هذا الجُرم الفلكي بواسطة أنخيل لوبيز خيمينيز في 19 أبريل 1999.

## وصلات خارجية
- (31651) 1999 HH2 في قاعدة بيانات مختبر الدفع النفاث لأجرام النظام الشمسي الصغيرة

- الاكتشاف · مخطط المدار ·  العناصر المدارية · المعلمات المادية

- (31651) 1999 HH2 على موقع ويكي سكاي: DSS2, SDSS, GALEX, IRAS, Hydrogen α, X-Ray, Astrophoto, Sky Map, Articles and images